# 老古玩店
《老古玩店》（英語：The Old Curiosity Shop），英國作家狄更斯的長篇小說。

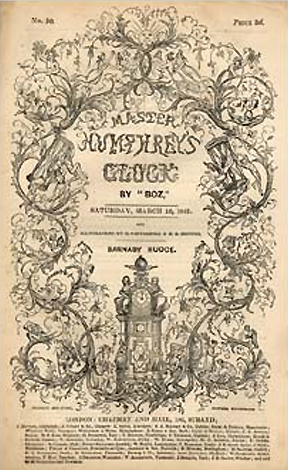
1840年《韓夫利少爺之鐘》封面

1841年狄更斯遷居到德文郡巷（Portsmouth Street），認識了老古玩店的老闆，並開始創作這部小說，並在《韓夫利少爺之鐘》周刊上連載八月個，這家古玩店如今仍在英國展示。小說內容描述一個衰敗的老古玩店店主吐倫特（其名稱從未於小說中透露）和他善良美麗的外孫女小耐兒（Little Nell Trent）的悲慘故事。吐倫特一心想發財致富，好讓他年僅14歲的外孫女能過上幸福生活，于是背著小耐兒出去賭博，不料卻落入高利貸暴發戶丹尼爾·奎爾普（Daniel Quilp）的圈套。陰險奸詐的奎爾普借給店主高利貸，使得店主債台高築，最後不僅奪走了吐倫特的全部財產，還想奪取美麗的小耐兒。祖孫二人被迫逃離倫敦，過著顛沛流離的“旅行生活”，逃難的途中遇到好心人鄉村教師和乍萊夫人，但最後小耐兒因過度勞累而過世。

## 林紓譯文
胖妇遂向主妇之母曰：“密昔司几尼温，胡不出其神通，为女公子?气？”此密昔司圭而迫者，即密斯几尼温也。“以夫人高年，胡以不知女公子之楚况？问心何以自聊！”几尼温曰：“吾女之父，生时苟露愠色者，吾即......”语至此，手中方执一巨虾，断其身首，若示人以重罚其夫，即作如是观耳。胖妇点首知旨，赞曰：“夫人殊与我同趣。我当其境，亦复如是。”几尼温曰：“尊夫美善，可以毋滥其刑。夫人佳运，乃适如吾，吾夫亦美善人也。”胖妇曰：“但有其才，即温温无试，亦奚不可。”几尼温乃顾其女曰：“贝测，余屡诏汝，宜出其勇力，几于长跽乞哀，汝乃不吾听，何也? ”密昔司圭而迫闻言微哂，摇其首不答。